# 6802 Černovice
(6802) Černovice, denumire internațională (6802) Cernovice, este un asteroid din centura principală de asteroizi.

## Descriere
6802 Černovice este un asteroid din centura principală de asteroizi. A fost descoperit pe 24 octombrie 1995 la Observatorul Kleť de Miloš Tichý. Asteroidul prezintă o orbită caracterizată de o semiaxă mare de 3,05 ua, o excentricitate de 0,25 și o înclinație de 2,1° în raport cu ecliptica.